# Квантова струна
Квантова струна (англ. string) — в теорії струн нескінченно тонкі одновимірні об'єкти завдовжки 10−35 м, коливання яких створює все різноманіття елементарних частинок. Характер коливань струни задає властивості матерії такі, як електричний заряд і масу.

## Означення
Квантова струна може бути визначена кількома рівнозначними способами:
- Координатне визначення: просторова крива загального положення, з кожною точкою якої пов'язаний квантовий осцилятор. З точки зору динаміки при русі замітає двовимірну поверхню загального вигляду.
- Алгебро-геометричне визначення: алгебраїчна крива загального вигляду, з допустимими на ній математичними структурами.
- Теоретико-польове визначення: мультилокальний квантовий функціонал Φ = Φ ({X (σ)}), що є функцією кожної точки струни, який у гільбертовому просторі струнних збуджень є суперпозицією всіх можливих конфігурацій струн.
- Геометрично-польове визначення: непараметризована точка загального положення в просторі всіх фізичних конфігурацій струн, тобто не залежать від системи координат (простір петель).

## Ресурси Інтернету
- "NOVA's strings homepage" [Архівовано 30 Квітня 2012 у Wayback Machine.]